# Theodor Gut senior
Theodor Gut I (* 11. Februar 1890 in Männedorf; † 29. August 1953 in Stäfa) war ein Schweizer Chefredaktor, Verleger und Politiker (FDP). Er war Mitglied des Nationalrats und von 1925 bis 1953 Chefredaktor der Zürichsee-Zeitung.

## Leben
Der Sohn des Johannes Gut wurde nach dem Geschichtsstudium an der Universität Zürich Journalist. Er war ab 1914 Redaktor und ab 1925 Chefredaktor der Zürichsee-Zeitung. Er konnte 1933 den Verlag der Zürichsee-Zeitung von Albert Gull übernehmen und war 1944 Gründer des Buchverlags Theodor Gut. So baute er ein Druck- und Verlagsunternehmen auf.
Gut war ein prägender Kopf der Zürcher Freisinnig-Demokratischen Partei. Er wurde 1920 Sekretär der Kantonalpartei und 1933 deren Präsident. Vom 2. Dezember 1935 bis 1. Juni 1946 sass er im Nationalrat. Gut trat in zahlreichen Reden und Artikeln für die Verteidigung demokratischer und rechtsstaatlicher Werte und die kulturelle Vielfalt der Schweiz ein. Während des Kriegs war er Verbindungsoffizier des Bundesrats zur Abteilung Presse und Funkspruch bei der damaligen Pressezensur. Gut befürwortete die Zusammenarbeit der bürgerlichen Parteien mit der Sozialdemokratie und 1943 die Wahl des ersten Sozialdemokraten, Ernst Nobs, in den Bundesrat.
Theodor Gut I war seit 1914 mit Ida Gut-Hulftegger verheiratet und lebte in Stäfa, wo auch seine Kinder Theodor, Hilde und Ulrich aufwuchsen.